# Tachyporus hypnorum
Tachyporus hypnorum är en skalbaggsart som först beskrevs av Fabricius 1775.  Tachyporus hypnorum ingår i släktet Tachyporus, och familjen kortvingar. Arten är reproducerande i Sverige.

## Bildgalleri

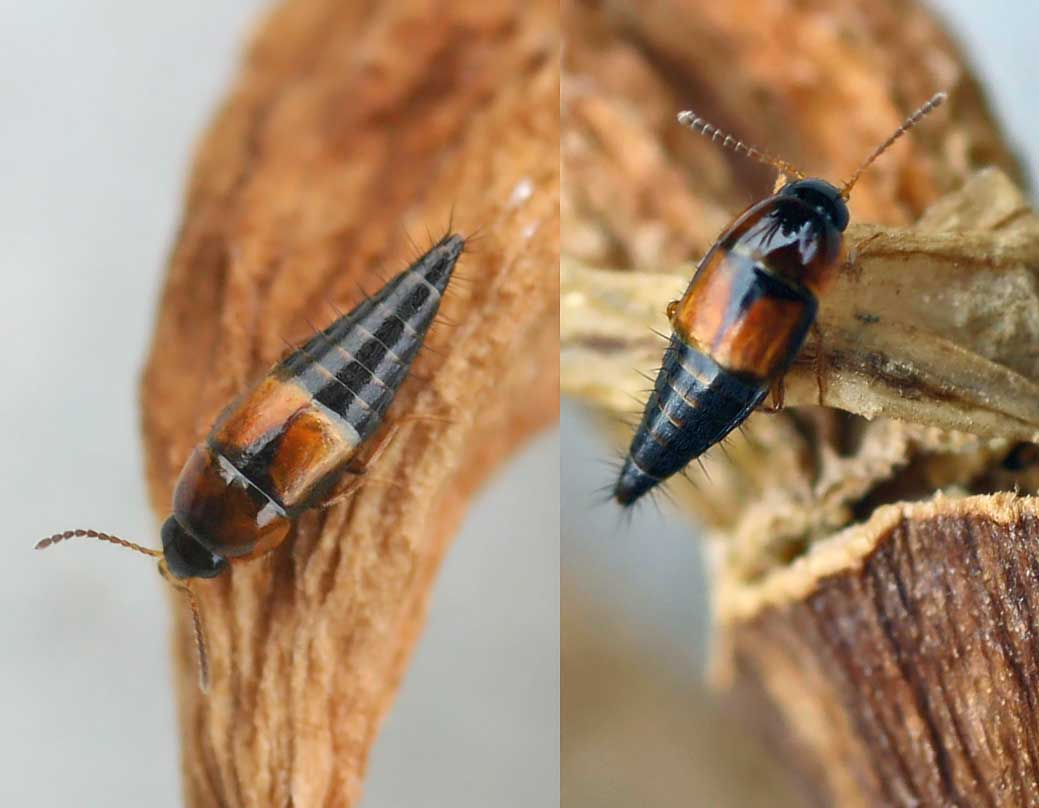
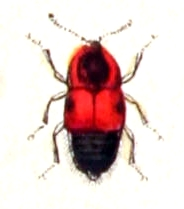
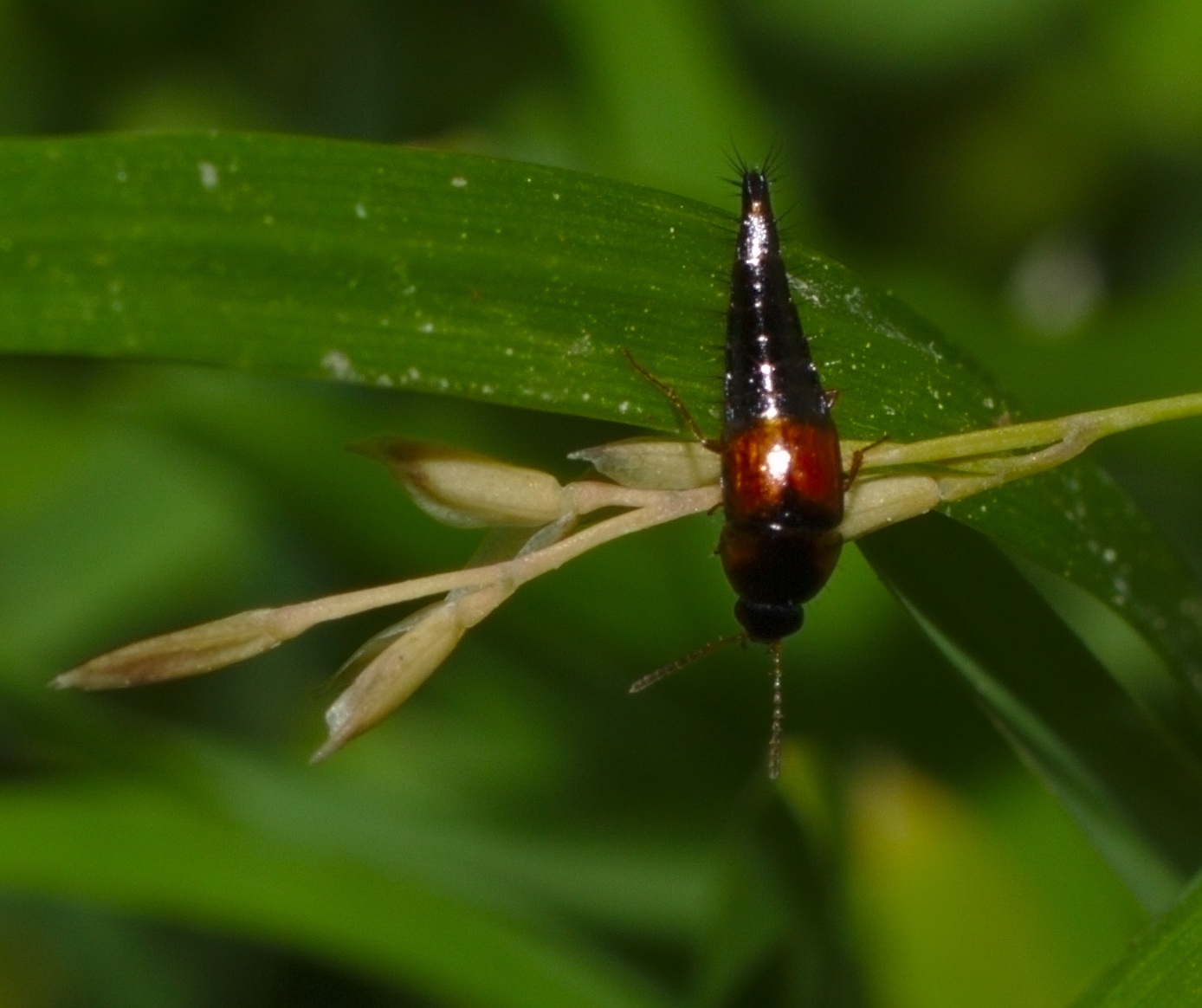